# Pocketwatch
Pocketwatch è un demo del cantante statunitense Dave Grohl, pubblicato nel 1992 dalla Simple Machines.

## Il disco
L'album venne realizzato dal musicista quando militò ancora nei Nirvana e lo incise sotto lo pseudonimo di Late!.
Geoff Turner contribuì alla stesura di parte del testo del brano Winnebago, ragion per cui è possibile udire nel brano stesso la voce di Grohl che dice: "Thanks for the lyrics, Geoff" (Grazie per il testo, Geoff). Una nuova registrazione del brano venne poi utilizzata dai Foo Fighters come lato B del loro singolo d'esordio This Is a Call.
Lo Skeeter Thompson, a cui si riferisce la traccia Just Another Story about Skeeter Thompson, era il bassista degli Scream, gruppo in cui aveva militato anche Grohl. Di questo brano esiste anche una versione remix inserita nell'EP di Buzz Osborne King Buzzo e intitolata più semplicemente Skeeter. Una seconda registrazione di Color Pictures of a Marigold fu realizzata come lato B del singolo dei Nirvana del 1993 Heart-Shaped Box con il titolo semplificato di Marigold e incluso nel box set del 2004 With the Lights Out. La canzone venne infine reinterpretata in una nuova versione dai Foo Fighters per la raccolta Skin and Bones.
Nel lato dedicato ai brani in versione acustica dell'album In Your Honor del 2005 i Foo Fighters realizzarono una seconda versione di Friend of a Friend. Il brano, presente anche durante il programma BBC Evening Session in cui parteciparono nel 1997, è inoltre incluso in entrambi i CD e DVD incisi durante il tour acustico del gruppo nel 2006 che formano la raccolta dal vivo Skin and Bones.

## Tracce
1. Pockey the Little Puppy – 4:21
2. Petrol CB – 4:44
3. Friend of a Friend – 3:06
4. Throwing Needles – 3:20
5. Just Another Story About Skeeter Thompson – 2:05
6. Color Pictures of a Marigold – 3:13
7. Hell's Garden – 3:18
8. Winnebago – 4:11
9. Bruce – 3:52
10. Milk – 2:35

## Formazione
- Dave Grohl – chitarra, voce, basso, batteria
- Barrett Jones – seconda voce in Petrol CB